# Atroxima
Genre
Classification APG IV (2016)
Atroxima est un genre de plantes à fleurs de la famille des Polygalaceae.
Ce sont des plantes des régions tropicales. Elles se présentent sous forme de lianes ou de buissons et vivent dans les forêts d'Afrique.

## Espèces
- Atroxima afzeliana
- Atroxima congolana
- Atroxima grossweileri
- Atroxima liberica
- Atroxima macrostachya
- Atroxima zenkeri